# Надежда (таракан)
Наде́жда — самка рыжего таракана, побывавшая в космосе на беспилотном космическом аппарате «Фотон М-3» с 14 по 26 сентября 2007 и ставшая первым земным животным, оставившим зачатое во время космического полёта потомство.

## Полёт
Идея космического эксперимента с рыжими тараканами принадлежит студентам Воронежской государственной медицинской академии (ныне ВГМУ имени Н. Н. Бурденко), их проект прошёл конкурсный отбор, став одним из четырёх студенческих проектов, реализованных в орбитальной лаборатории «Фотон М-3». Надежда и остальные насекомые путешествовали внутри герметичного контейнера, а видеокамера снимала весь процесс полёта.

## Дети и внуки Надежды
После возвращения с орбиты Надежда успешно произвела на свет 33 потомка. По сообщениям куратора эксперимента — ассистента кафедры биологии и экологии ВГМУ Дмитрия Атякшина, дети Надежды росли и развивались несколько быстрее нормы, в частности, их хитиновые панцири потемнели быстрее обычного. Было высказано предположение, что причиной этого может быть невесомость. Но достигнув взрослого состояния, «космические тараканы» не продемонстрировали никаких отличий от обычных сородичей. Их потомство (внуки Надежды) также не выделяется какими-либо особенностями.

## Надежда в художественной литературе
Эксперимент по запуску тараканов в космос на аппарате «Фотон М-3» лёг в основу сюжета фантастического рассказа Андрея Лакро «Земная Надежда», прошедшего конкурсный отбор в волгоградском издательстве «Перископ-Волга» и опубликованного в посвящённом 60-летию первого полёта человека в космос сборнике «Открытый космос». Надежда является одним из главных персонажей рассказа.